# Langihryggur (ås i Island, Västlandet)
Langihryggur är en ås i republiken Island. Den ligger i regionen Västlandet, 70 km nordost om huvudstaden Reykjavík.